# 아일랜드 국립박물관

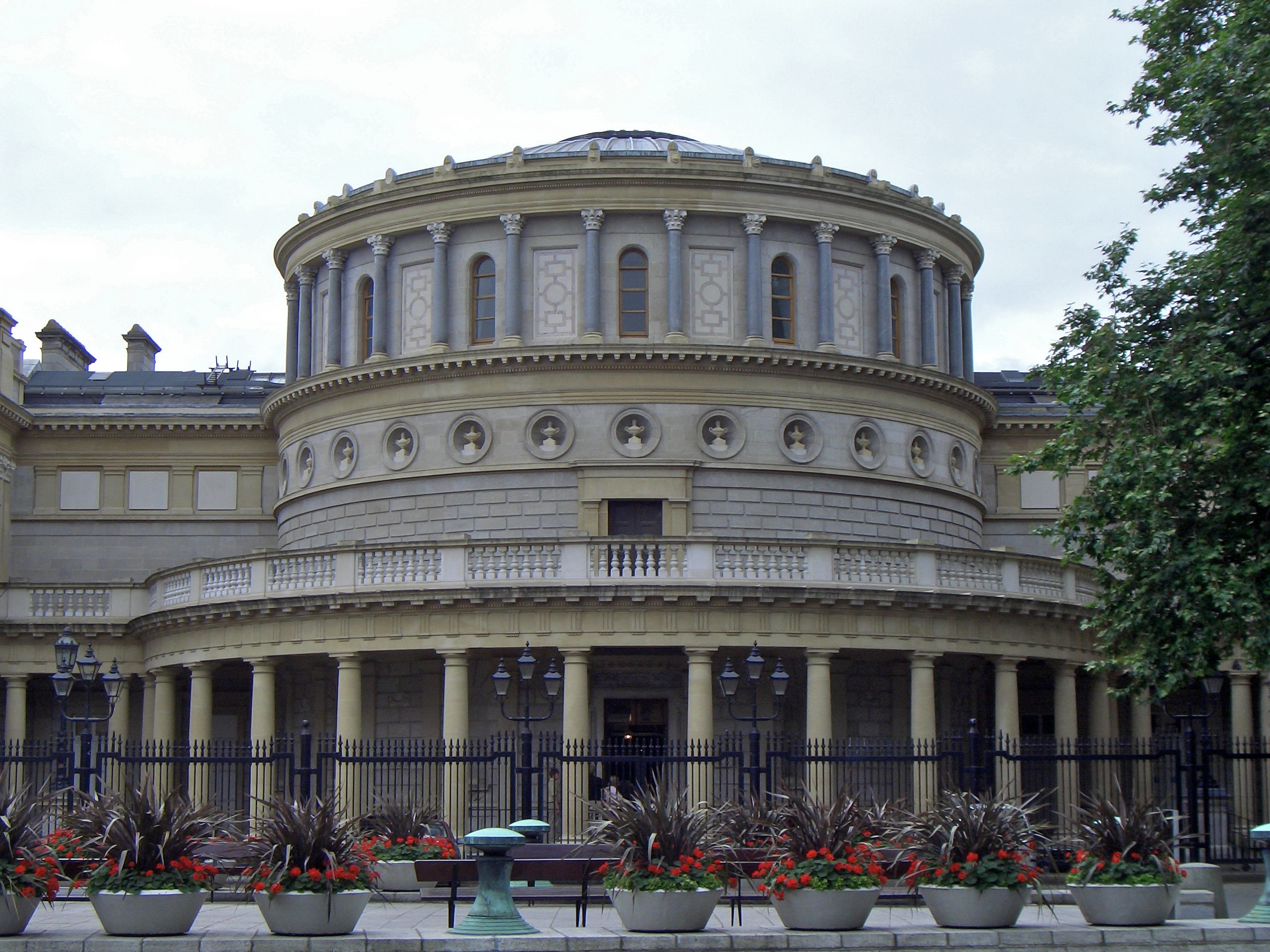
아일랜드 국립박물관

아일랜드 국립박물관(영어: National Museum of Ireland, 아일랜드어: Ard-Mhúsaem na hÉireann)은 아일랜드 더블린에 있는 박물관이다.